# اوسونا (خواننده)
خوآن کارلوس اوسونا روسادو (به اسپانیایی: Juan Carlos Ozuna Rosado) (تلفظ اسپانیایی: [xwan oˈsuna roˈsaðo delano]) (زادهٔ ۱۳ مارس ۱۹۹۲) شناخته‌شده با نام اوسونا، خواننده پورتوریکویی است. او دارای رکورد بیشترین تعداد ویدئو با بازدید بیش از یک میلیارد  در یوتیوب می باشد. وی همچنان یکی از معروف ترین خواننده های اسپانیایی زبان به شمار میرود.

## زندگی شخصی
اوسونا خودش را "typical boricua with Dominican blood" یعنی پورتوریکویی بارز با خونی دومینیکنی توصیف می‌کند. او با تینا ماری ملندز ازدواج کرده‌است و دو فرزند به نام‌های سوفیا والنتینا (۲۰۱۴) و جیکوب اندرس (۲۰۱۶) دارد. در سال ۲۰۱۷، مؤسسهٔ خیریه‌اش، Odisea Children را تأسیس کرد.

## آلبوم‌شناسی
- ادیسه (۲۰۱۷)
- هاله (۲۰۱۸)
- نبیرو (۲۰۱۹)
- ای‌ان‌اوسی (۲۰۲۰)
- خدایان (به‌همراه آنوئل ای‌ای) (۲۰۲۱)

## فیلم‌شناسی
| سال  | عنوان      | نقش            | توضیحات |
| ---- | ---------- | -------------- | ------- |
| ۲۰۱۸ | Que León   | خوزه میگل لئون | نقش اول |
| ۲۰۱۹ | Los Leones | خوزه میگل لئون | نقش اول |
| ۲۰۲۱ | تام و جری  |                |         |
| ۲۰۲۱ | اف۹        |                | پس‌تولید |